# Ervín Oláh
Ervín Oláh (*1949/50 Rokycany - 10. srpen 2011, Rokycany) byl český filmový herec a hudební skladatel.

## Kariéra
Poprvé se objevil před kamerou v roce 1997 v televizní hře Silvestr s dědou. V roce 2005 si ho pak vybral režisér Zdeněk Troška do třetího dílu své trilogie založené na českých anekdotách s názvem Kameňák. Oláh je k tomuto filmu také spoluautorem úvodní písně, kterou nazpívali Yvetta Blanarovičová a Hynek Tomm, který zde hraje také jednu z menších rolí.
Mimo svoji hereckou kariéru se živil jako taxikář v Rokycanech.
Ervín Oláh zemřel 10. srpna 2011 v Rokycanech.

## Filmografie

### Filmy
- 2005 - Kameňák 3

### Televizní filmy
- 1997 - Silvestr s dědou